# Белорусский государственный цирк
Белорусский государственный цирк (бел. Беларускі дзяржаўны цырк) находится на проспекте Независимости в городе Минске. Вместимость зала цирка — 1667 мест, цирк рассчитан для показа номеров различных жанров — от водных феерий до воздушных номеров. В 2018 году цирк дал 237 представлений, которые собрали 346,2 тыс. человек.

## История

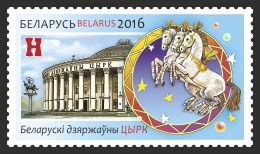
Белорусский государственный цирк на почтовой марке Беларуси, 2016

До появления стационарного цирка в Минске гастролировали балаганы. Первый такой балаган на территорию Белоруссии привёз немецкий князь Голинберг. Это были 1850-е годы. Имение князя Голинберг находилось в деревне Дукора под Минском.
Первый в Беларуси цирк был открыт на Соборной площади (ныне площадь Свободы) 16 ноября 1884 года. Это был стационарный деревянный цирк — «Цирк братьев Никитиных» на 800 мест, построенный Александром Бочаровым по заказу известного предпринимателя и циркового артиста Петра Александровича Никитина, который и стал его первым директором.
Цирк братьев Никитиных неоднократно реконструировался и перемещался по районам города. В 1930 году на его базе в Городском саду (ныне парк им. Горького) был построен цирк-шапито на 1200 мест. Цирк был разрушен 25 июня 1941 года во время бомбардировки города фашистской авиацией. Цирковая труппа была эвакуирована в Москву, затем в Омск. 7 ноября 1941 года Белорусский цирк дал первое представление для бойцов, уходящих на фронт.
В 1946 году директор цирка Б. Е. Кабищер занялся восстановлением цирка на прежнем месте. Восстановленный цирк-шапито был подарен Минску городом Орлом и вмещал 1200 зрительных мест.
Строительство нового стационарного зимнего цирка на 1667 мест началось в октябре 1954 года. В феврале 1959 года Белорусский государственный цирк открылся с первым представлением.
С сентября 2008 года по 3 декабря 2010 года Белорусский государственный цирк находился на реконструкции. Перед цирком установлены три новые скульптуры: наездница на лошади, пирамида из зверей, клоун. Цирк полностью переделан, были оставлены лишь несущие стены и небольшой кусочек старой штукатурки оставили нетронутой рядом с входной дверью (на счастье). Интерьер обновлённого цирка выдержан в стиле 1950-х годов: лепнина на потолках украшена сусальным золотом, отреставрированы хрустальные люстры. Роскошные люстры отреставрировали на белорусском заводе: обновили хрустальные подвески и бронзовое литье. Некоторые детали пришлось изготавливать заново. Когда-то эти люстры создавали для первых станций московского метрополитена. Количество зрительных мест (1650) и размер манежа (диаметром 13 метров, как во всем мире) остались неизменны.
Холл цирка украшен новыми барельефами (на месте бывших окон гардероба). Гардероб перенесён в нижний, цокольный этаж. Установлено 4 новых манежа — один под одним. Эти манежи цирковые работники называют платформами (одна из них паркетная, вторая — ледяная, третья — электронная, эстрадная, светящаяся). Для лошадей и хищников — резиновый, для шоу на коньках — ледяной, паркетный — для танцев и пластиковый светящийся — для прочих эффектных представлений. Манежи спрятаны в нижнем ярусе, и, в зависимости от надобности, один из них поднимается в зал.
В зале, оформленном в зелёных тонах, установлены удобные мягкие зелёные кресла. Ступеньки, ведущие на верхние ряды, подсвечены бегущими огоньками. Оркестр переместили на противоположную сторону — он располагается над цирковым занавесом у входа на арену. На месте оркестровой ложи установлены три вип-ложи — в элитных кабинках может расположиться более 50 человек (для их посетителей предусмотрен свой вход, гардероб и буфет). В обновлённом цирке шесть буфетов, четыре туалета. В фойе в стеклянных витринах выставлено около полсотни фигурок клоунов из огромной коллекции директора передвижных цирков Балтии.
Здание касс размещается на улице, слева от цирка. Для артистов цирка есть своё кафе, оборудованные гримёрки, медпункт.
Всего в репетиционном манеже шесть уровней. Два подземных занимают животные. Для лошадей установлены новые просторные стойла. Для животных установлен специальный лифт (американский). Для них открыта и современная ветлечебница, солярий для лошадей, и шорная (гардеробная для лошадок), душ и кухня, комната для травмированных или заболевших животных.
На самом верхнем этаже открыт Музей белорусского государственного цирка. Планируется открыть детские цирковые студии — как коммерческие, так и бесплатные для одарённых детей, а также хобби-клуб для любителей танцев.
С января 2011 года в цирке работает электронная система продажи совместно с kvitki.by, позволяющая забронировать и купить билет в цирк не выходя из дома. Дети до 3-х лет могут посмотреть представление бесплатно на коленях у мамы или папы. В цирке продаются социальные билеты, которые отпускаются по письменным заявкам с приложением соответствующих документов для детей-сирот, детей, оставшихся без попечения родителей, детей-инвалидов, многодетных и малообеспеченных семей, ветеранов войны, различных благотворительных фондов и организаций, оказывающих помощь детям.
Программа в цирке меняется каждые полтора-два месяца с перерывами около месяца.

### Концерты и музыкальные мероприятия
- Cannibal Corpse, Dark Funeral — (20 октября 1998 года).

## Награды
- Почётная грамота Совета Министров Республики Беларусь (11 июня 2024 года) — за многолетнюю плодотворную деятельность, значительный вклад в развитие и популяризацию отечественного циркового искусства[5].

## Фотогалерея

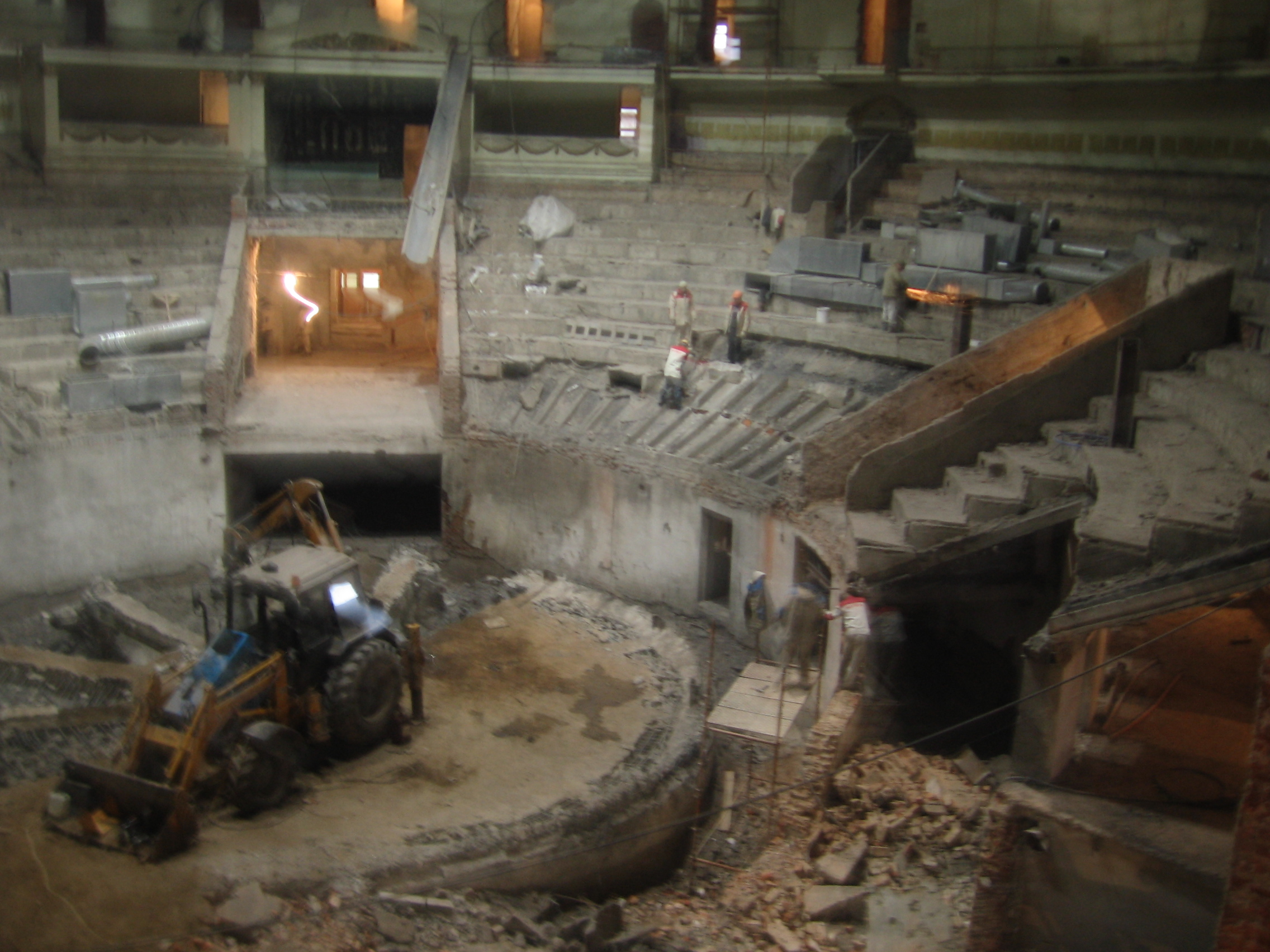
Ремонтные работы (ноябрь, 2009) внутри цирка
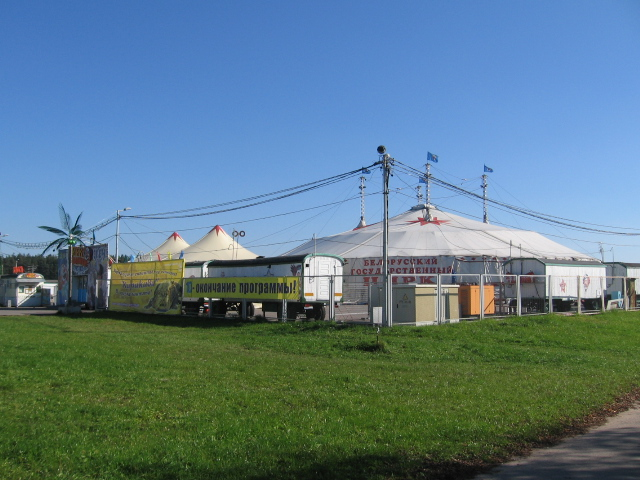
Цирк-шапито Белгосцирка (возле м. Восток) — местонахождение на время ремработ